# The Great Silver Eye
The Great Silver Eye è una raccolta del gruppo musicale gothic metal portoghese Moonspell, pubblicata nel 2007 dalla Century Media.

## Il disco
Racchiude, in ordine cronologico, le tracce più conosciute dell'epoca precedente al passaggio di etichetta (dalla Century Media alla SPV) e, in chiusura, ne include anche due provenienti dal successivo album in studio Memorial del 2006.

## Edizioni
Veniva venduto con una slipcase di plastica in cui, nella trasparenza, si poteva vedere la luna raffigurata nella copertina del libretto.

## Tracce
1. Wolfshade (A Werewolf Masquerade) – 7:43 – Wolfheart
2. Vampiria – 5:36 – Wolfheart
3. Alma Mater – 5:37 – Wolfheart
4. Opium – 2:46 – Irreligious
5. Raven Claws – 3:13 – Irreligious
6. Full Moon Madness – 6:47 – Irreligious
7. 2econd Skin – 4:51 – Sin/Pecado
8. Magdalene – 6:15 – Sin/Pecado
9. Soulsick – 4:16 – The Butterfly Effect
10. Lustmord – 3:44 – The Butterfly Effect
11. Firewalking – 3:05 – Darkness and Hope
12. Nocturna – 3:52 – Darkness and Hope
13. Everything Invaded – 6:16 – The Antidote
14. Capricorn at Her Feet – 6:04 – The Antidote
15. Finisterra – 4:08 – Memorial
16. Luna – 4:42 – Memorial

## Formazione

### Gruppo
- Fernando Ribeiro – voce
- Mike Gaspar (Miguel Gaspar) – batteria
- Pedro Paixão – tastiere
- Mantus (Duarte Picoto) – chitarra (1-3)
- Ricardo Amorim – chitarra (4-16)
- Ares (João Pedro) – basso (1-6)
- Sérgio Crestana – basso (7-12)

### Altri musicisti
- Tanngrisnir (Jorge Fonseca) - voce addizionale e cori (1-3)
- Ricardo Amorim – chitarra, voce addizionale (1-3)
- Niclas Etelävuori – basso (13-14)
- Waldemar Sorychta – basso (15-16)